# Jacek Kieszkowski
Jacek Kieszkowski herbu Krzywda (ur. 1851, zm. w czerwcu 1900 w Łuce Małej) – polski oficer, ziemianin, działacz samorządowy i gospodarczy.

## Życiorys
Urodził się w 1851. Wywodził się z rodu Kieszkowskich herbu Krzywda. Był praprawnukiem Kazimierza Kieszkowskiego, prawnukiem Antoniego Kieszkowskiego, wnukiem Stanisława Kieszkowskiego oraz synem Henryka Kieszkowskiego (1821-1905) i Zofii z domu Leszczyńskiej herbu Sas (1829-1917, córka Jana, właściciela majątku Turzepole). Był jednym z dziesięciorga ich dzieci (czworo zmarło w wieku niemowlęcym); jego rodzeństwem były siostry Helena (zamężna z architektem Tomaszem Prylińskim), Zofia (zamężna ze Stanisławem Chełmickim), Felicja oraz bracia Czesław (1846-1920, urzędnik), Bogusław (1857–1912, oficer C. K. Armii, c. k. starosta).
W C. K. Armii pierwotnie został mianowany rezerwowym podporucznikiem piechoty z dniem 1 listopada 1872 i przydzielony do 45 pułku piechoty. Następnie figurował jako podporucznik w rezerwie kawalerii mianowany z dniem 1 listopada 1872. Pozostawał w rezerwie 11 pułku ułanów w Żółkwi do około 1884.
Z grupy większych posiadłości był wybierany do Rady c. k. powiatu skałackiego, początkowo jako przełożony obszaru dworskiego zasiadał w Radzie od około 1879 do około 1884 i był członkiem wydziału powiatowegodo około 1881. Potem był członkiem Rady od około 1884 do około 1896 jako właściciel dóbr i był członkiem wydziału powiatowego. Był członkiem oddziału tarnopolsko-zbarazko-skałacko-trembowelskiego Galicyjskiego Towarzystwa Gospodarskiego. W wydziale okręgowym w Skałacie Galicyjskiego Towarzystwa Kredytowego Ziemskiego pełnił funkcję detaksatora od około 1887 do około 1895, a od około 1895 do około 1899 był członkiem wydziału.
W 1872 poślubił Nikodemę Zabielską. Następnie osiadł w Łuce Małej, gdzie został dziedzicem majątku (na przełomie XIX/XX ona figurowała jako właścicielka dóbr tabularnych Łuka Mała)). Nie mając przygotowania w zakresie gospodarzenia samodzielnie nabył umiejętności i z czasem stał się wzorem pracowitości i wytrwałości, dźwigając majątek z podupadłego stanu i tworząc prosperujące gospodarstwo. Zaprowadzał w nim nowości, które były oglądane przez przybywających gospodarzy z Galicji. Na ziemi skałackiej uchodził za człowieka energicznego, pracowitego i wzorowego gospodarza. Wspierał też okoliczną ludność. Na rozpoczętej 8 czerwca 1894 we Lwowie czasowej wystawie owiec i rogacizny wystawił owce opasowe. W październiku 1894 otrzymał medal srebrny państwowy na wystawie lwowskiej w dziedzinie rolnictwa za groch. 
Miał córkę Olgę (od 1897 do 1904 zamężna z Antonim Karskim). 22 czerwca 1900 został znaleziony martwy nieopodal dworu przez tamtejszych ludzi, znajdował się w wodzie odnogi Zbrucza płynącej do miejscowego młyna obok kładki na tejże młynówce (domyślano się nieszczęśliwego wypadku, aczkolwiek przyczyna była niewyjaśniona).